# Кельменецкий район
Кельмене́цкий райо́н (укр. Кельменецький район) — упразднённая административная единица Черновицкой области Украины. Административный центр — посёлок городского типа Кельменцы.

## Население
По данным всеукраинской переписи населения 2001 года в населении района присутствовали следующие этнические группы:
- украинцы — 97,5 %
- русские — 1,3 %
- молдаване — 1 %[3].

## История
Образован в 1940 году. В ходе административно-территориальной реформы в Украине, в 2020 году район был упразднён, его территория вошла в состав Днестровского района. На территории района были сформированы Кельменецкая и Левинецкая территориальные общины.